# 라이언 메이슨
라이언 글렌 메이슨(영어: Ryan Glen Mason, 1991년 6월 13일 ~ )은 잉글랜드의 전직 축구 선수이자 현 축구 지도자로 현재 웨스트브로미치 앨비언의 감독을 맡고 있으며 현역 시절 포지션은 미드필더였다.

## 클럽 경력

### 토트넘 홋스퍼
메이슨은 2007년 6월에 토트넘 홋스퍼 아카데미의 유스 선수로 입단하였으며 2008년 11월 27일에 프로계약을 맺었다.
그는 케인, 벤탈렙과 더불어 포체티노가 잘 기용한 유스로 뽑힌다.

### 요빌 타운
메이슨은 2009년 여름에 요빌 타운으로 임대를 떠나 28경기에서 6골을 기록했다.

### 동커스터 로버스
메이슨은 2010년 8월에 동커스터 로버스로 임대를 떠나 19경기에서 0골을 기록했다.

### 밀월
메이슨은 2012년 겨울에 밀월 FC로 임대를 떠나 5경기에서 0골을 기록했다.

### 로리앙
메이슨은 2013년 이적시장 마지막 날에 FC 로리앙으로 임대를 떠났으나 단 한 경기도 출전하지 못하고 겨울에 토트넘 홋스퍼로 복귀했다.

## 국가대표 경력
잉글랜드 U-19 대표팀에 차출되어 4경기 1골을 기록하였으며 잉글랜드 U-20 대표팀에 차출되어 1경기 0골을 기록하였다.

## 기록

### 대회 기록

#### 선수
토트넘 홋스퍼 FC (2008~2016)
- EFL컵 준우승 : 2008-09, 2014-15

#### 코치
토트넘 홋스퍼 FC (2018~2019),(2021~ )
- UEFA 챔피언스리그 준우승 : 2018-19

#### 감독
토트넘 홋스퍼 FC (2021)
- EFL컵 준우승 : 2020-21